# Mauricio Pellegrino
Mauricio Andrés Pellegrino (* 5. Oktober 1971 in Leones, Provinz Córdoba) ist ein ehemaliger argentinischer Fußballspieler und heutiger -trainer.

## Karriere

### Spieler
Mauricio Pellegrino kann auf eine erfolgreiche und bewegende Karriere als Fußballprofi zurückblicken. Nachdem er 8 Jahre lang mit seinem Heimatverein Vélez Sársfield Titel um Titel erringen konnte, zog es ihn 1998 ins Ausland, genauer gesagt nach Spanien, zum großen FC Barcelona. Gleich in seinem ersten Jahr in Europa konnte er überzeugen und die Meisterschaft mit den Katalanen gewinnen. Dank seiner Klasse hatte er viele Interessenten, so dass er zum FC Valencia wechselte und so seine wohl erfolgreichste Zeit begann. Zwar verlor er mit seinem neuen Club 2000 gegen Real Madrid und 2001 gegen den FC Bayern München jeweils das Finale der Champions League, doch konnte er 2002 und 2004 die spanische Meisterschaft sowie 2004 den UEFA-Pokal gewinnen. 2005 folgte er seinem ehemaligen Coach Rafael Benítez zum FC Liverpool, wurde dort jedoch nicht glücklich und ließ seine Fußballer-Karriere in Spanien bei Deportivo Alavés ausklingen.
1997 kam er auf drei Einsätze im Nationaltrikot der Albiceleste.

### Trainer
Ende Juni 2008 wurde Pellegrino von Rafael Benítez zum Co-Trainer beim FC Liverpool ernannt. Zwei Jahre später folgte Pellegrino dem Spanier zu seinem Engagement bei Inter Mailand und arbeitete erneut als Co-Trainer.
Am 8. Mai 2012 gab der FC Valencia bekannt, dass Pellegrino zur Saison 2012/13 neuer Trainer der ersten Mannschaft werde. Pellegrino unterschrieb einen Zweijahresvertrag bis zum 30. Juni 2014 und trat die Nachfolge von Unai Emery an, dessen auslaufender Vertrag nicht verlängert wurde. Wegen Erfolglosigkeit wurde Pellegrino nach einer 2:5-Heimniederlage gegen Real Sociedad bereits Anfang Dezember 2012 wieder entlassen. Am 6. Juni 2015 unterschrieb er einen Einjahresvertrag als Trainer des CA Independiente.
Im Juni 2017 wurde er Trainer des FC Southampton, wo er im März 2018 jedoch noch in derselben Saison gefeuert wurde. Im November 2022 wurde Pellegrino Trainer des CF Universidad de Chile übernahm die Mannschaft für die Saison 2023. Ende Januar 2024 wurde er der neue Cheftrainer des abstiegsbedrohten FC Cádiz.

## Titel

### National
- 3× Clausura (Vélez Sársfield 1993, 1996, 1998)
- 1× Apertura (Vélez Sársfield 1995)
- 3× Primera División (FC Barcelona (1998/99), FC Valencia (2001/02 und 2003/04))
- 1× Supercopa de España (FC Valencia 1999)

### International
- 1× Copa Libertadores (Vélez Sársfield 1994)
- 1× Weltpokal (Vélez Sársfield 1994)
- 1× Copa Interamericana (Vélez Sársfield 1995)
- 1× Supercopa Sudamericana (Vélez Sársfield 1996)
- 1× Recopa Sudamericana (Vélez Sársfield 1997)
- 1× UEFA-Pokal (FC Valencia 2004)
- 1× UEFA Super Cup (FC Valencia 2004)
- 1× UEFA Champions League (FC Liverpool 2005)